# Winterrieden
Winterrieden là một đô thị ở huyện Unterallgäu bang Bayern, Đức.